# Општина Халмађу
Халмађу (рум. Hălmagiu) општина је у Румунији у округу Арад.
Oпштина се налази на надморској висини од 325 m.